# Serielån
Et serielån er et lån med variabelt terminsbeløb. Afdraget på lånets hovedstol er konstant gennem lånets løbetid og i tillæg til afdragene betales af debitor tilskrevne renter, hvorfor ydelserne er variable. Er renten fast over lånets løbetid, vil den samlede ydelse falde over lånets løbetid. Et serielån vil således i begyndelsen af afdragsperioden havde forholdsvis store ydelser. Ved slutningen af låneperioden er ydelsen forholdsvis lavere, da renterne er mindre grundet den mindre resthovedstol. 
Modsætningen til serielån er annuitetslån, hvor summen af afdrag og renter er konstant gennem afdragsperioden. 
Serielån er sjældent benyttet ved finansiering af huskøb. I forbindelse med kartoffelkuren i 1986 blev det dog krævet, at nye realkreditlån blev ydet i form af en kombination af serie- og annuitetslån, det såkaldte mixlån.

## Eksterne links
- Definition på banktorvet.dk Arkiveret 14. oktober 2013 hos  Wayback Machine